# Фан-арт

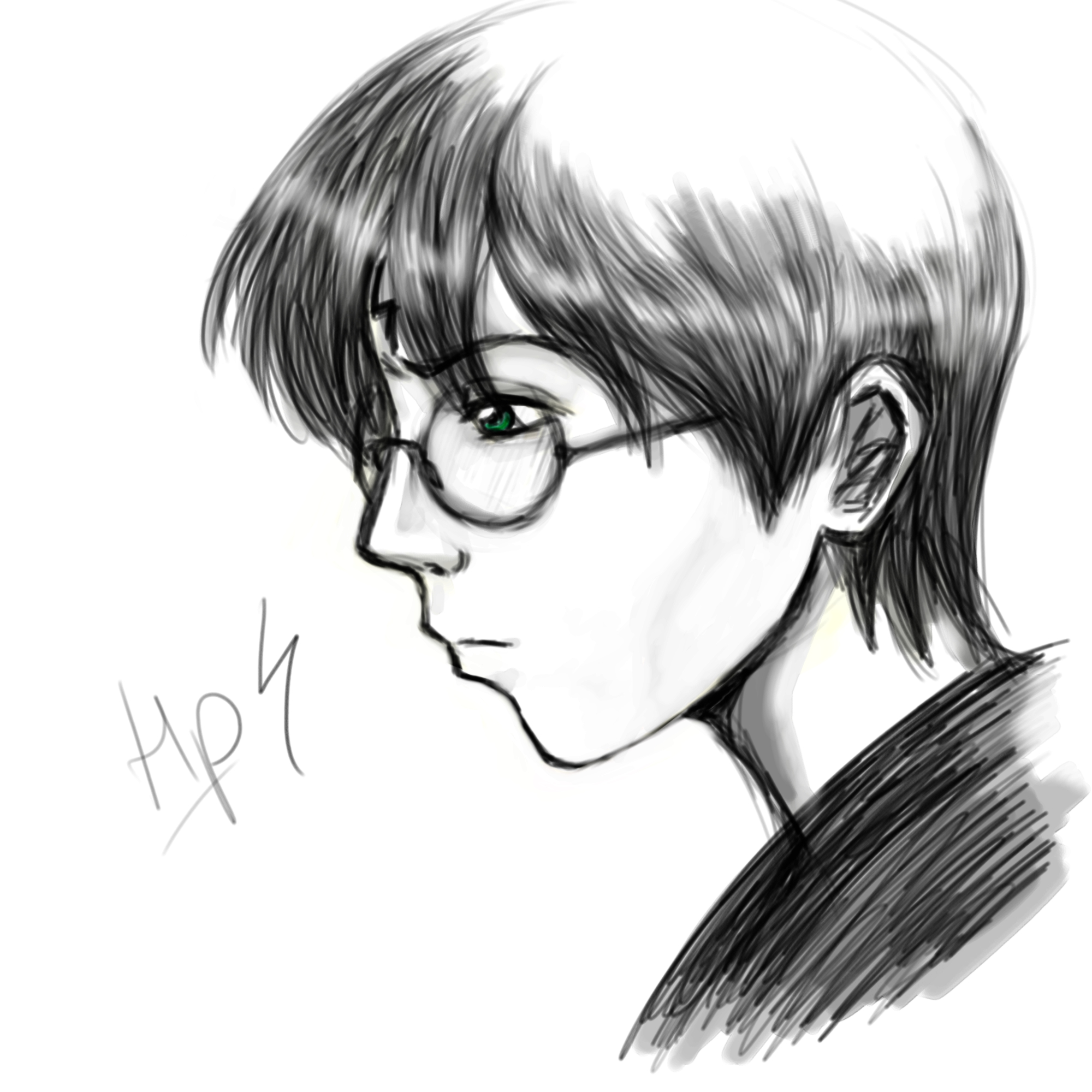
Фан-арт Гарри Поттера

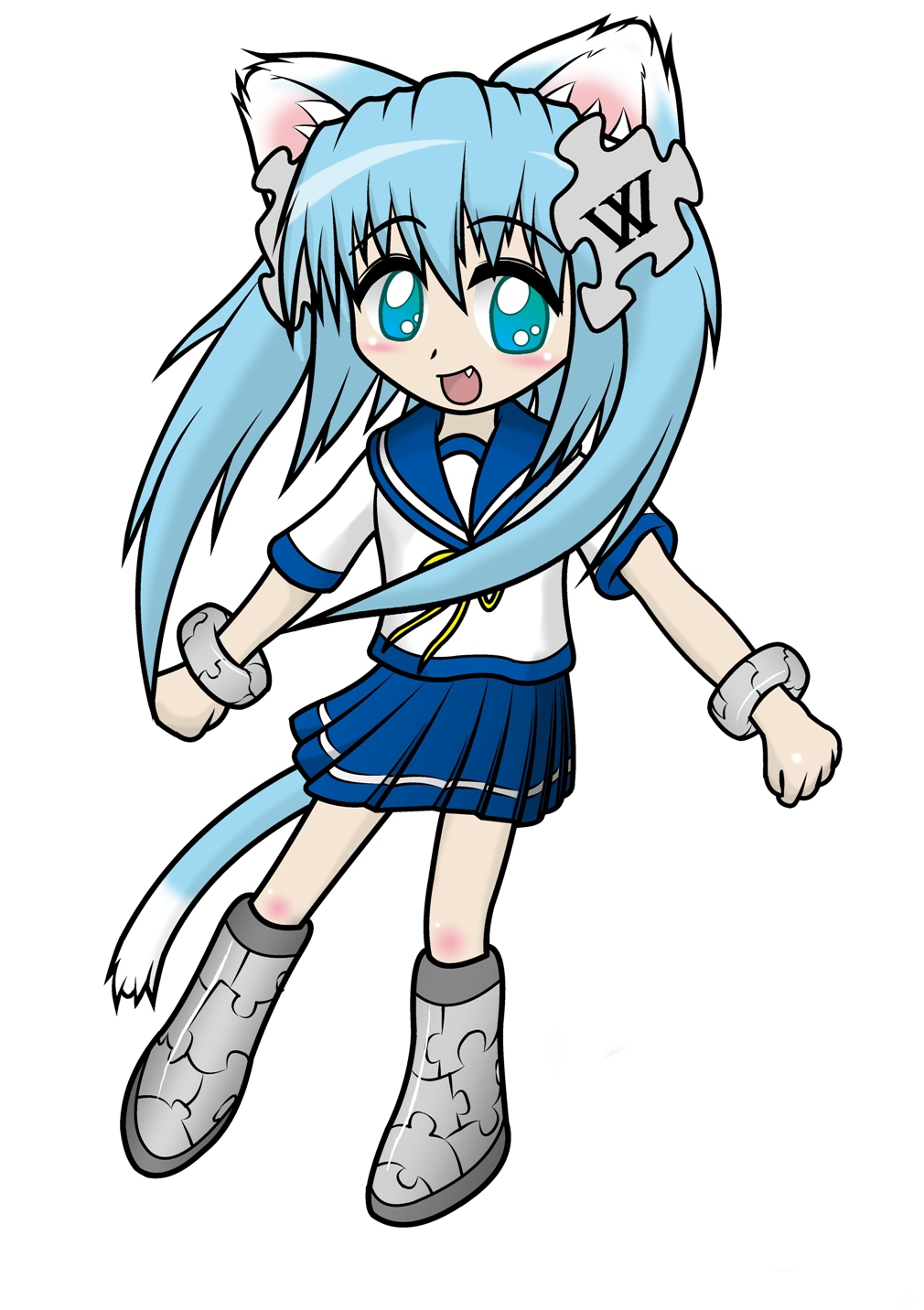
Фан-арт Википе-тан

Фан-арт (англ. fan art) — разновидность творчества поклонников популярных произведений искусства, производное произведение, основанное на каком-либо оригинальном произведении, использующее его идеи сюжета и (или) персонажей. Фан-арт может представлять иллюстрацию, пародию, карикатуру, кроссовер («переплетение» нескольких произведений), и др.

## Характеристика
Исследователь Клаудия Зумеррер в книге «Нелегальные фанаты» выделяет следующие признаки фан-арта:
- создателем продукта является поклонник («фанат») оригинального произведения, а сам продукт является выражением уважения и восхищения оригинальным произведением;
- в созданном продукте однозначно выделяется «фан-объект»: определённый персонаж или мотив, взятый из фильмов, комиксов, компьютерных игр или литературных произведений;
- создание продукта предполагает собственную креативность автора — это обычно не просто копия/ срисовка какого-либо раннего произведения, но самостоятельное толкование героя или сюжета;
- продукты фан-арта выступают средством коммуникации поклонников фан-объекта (сегодня, в первую очередь, через интернет)[1].

## Типология
Клаудия Зумеррер выделяет несколько подвидов фан-арта:
- рисунки, выполненные в оригинальных стилистике и контексте;
- рисунки, выполненные с присутствием авторской стилистики или авторской интерпретации контекста;
- рисунки, выполненные в полностью трансформированном контексте;
- литературные произведения (фанфики, слэш), представляющие героев и события в новом или альтернативном контексте;
- фан-комиксы и додзинси: сочетание фан-рисунков и фанфиков, выполненных в стиле комиксов и манги.
- фан-видео и AMV: музыкальные видео с нарезками видеоряда из фильмов, аниме и видео-игр.
- косплей — костюмированные встречи поклонников определённых произведений[1].